# Ahebi Ugbabe
Rey Ahebi Ugbabe (muerto en 1948) era rey (eze) y warrant chief de Enugu-Ezike, Nigeria. Ella era el único rey femenino en Nigeria colonial.: 2  Su vida es descrita por Nwando Achebe: "Era un 'esclavo' casado con una deidad, una fugitiva, una trabajadora sexual, un jefe, un warrant chief y, últimamente, un rey femenino. Era una poderosa líder de su pueblo, pero también un colaborador empoderado por y sirviendo al poder colonial Británico en Nigeria.": 2 

## Vida joven
Ahebi Ugbabe nació en Enugu-Ezike, una comunidad igbo, a finales del siglo XIX, hija de Ugbabe Ayibi, agricultor y recolector de vino de palma, y Anekwu Ameh, agricultor y comerciante, en Umuida, Enugu-Ezike. Tenía dos hermanos y ninguna hermana. : 38-39  : 38-39 Vivió con la familia de su madre en Unadu durante un breve período antes de regresar a Umuida. Después de su regreso, no se quedó mucho tiempo antes de huir. 

## Exilio
En el 1894, a los 14 o 15 años,:53 se escapó al reino Igala (hoy Nigeria), huyendo una orden de ser casada a una deidad femenina como condena por ofensas de su padre. Durante su exilio, Ahebi se volvió trabajadora sexual, usando su comercio para hacer contactos con hombres igala y británicos poderosos. Aprendió a hablar numerosos idiomas, como igala, nupe e inglés pidgin. Su trabajo sexual y conocimientos lingüísticos le propinaron acceso tanto al Attah-Igala (rey) como al divisional officer (administrador) británico, quienes facilitaron su vuelta a Enugu-Ezike en el 1915 y soportaron su reclamo al puesto de headman, warrant chief, y más tarde, eze.

## Gobierno de Ahebi
El reino de Ahebi comenzó algunos meses después de su regreso de Igalaland a Igboland.: 99–100 Usó el hecho que los británicos incursionaron a Igboland durante este período, liderando las fuerzas británicas hacia Enugu-Ezike, su pueblo natal. Ella era la única persona anglohablante de su pueblo, y los británicos la instalaron como village headman. Ella así reemplazó el headman anterior, Ugwu Okegwu, un hombre viejo y más y más incompetente, quien no sabía comunicarse con los británicos.: 172 Debido a su lealtad y eficacia, Ahebi fue elevada al puesto de warrant chief, lo que era en contra de la política británica de excluir mujeres del control político en Nigeria colonial. El administrador (British District Officer) W. H. Lloyd dijo de Ahebi que ella era "una dama de influencia y poder. Era inteligente y calma, y cuando sí habló, solía ser al grano razonable." : 172 
Ahebi Ugbabe se convirtió en rey de Enugu-Ezike con la ayuda del Attah (gobernante) de Igala, cuyo poder se extendió al territorio igbo del norte, alterando la política de género en su cultura. Realizó masculinidades femeninas como gobernante y superó toda jerarquía y autoridad política masculina.  Aunque Ahebi se ganó el respeto de su pueblo, sembró semillas de resentimiento al reclutar trabajadores forzados e imponer un censo y un impuesto británico. La cultura igbo no permitía contar a los humanos. : 122  : 122 Este censo provocó la Guerra de las Mujeres en el sur de Igboland.
Al principio, "Ahebi sofocó fácilmente cualquier resistencia que existiera a su realeza" debido a su respaldo británico.: 133  : 133 Ahebi acumuló riqueza y poder, pero finalmente cayó en desgracia cuando el alcance de sus múltiples transgresiones percibidas (de género y poder) se volvió demasiado para su comunidad.  Se extralimitó en su ambición y violó aún más las tradiciones al asistir a un ritual de mascarada que invoca a espíritus mma con su propia máscara.: 172  : 172 Este ritual era reservado para hombres iniciados. Los ancianos varones y Ahebi acudieron a los tribunales para resolver el caso y los británicos se pusieron del lado de los ancianos, fallando que no podía asistir ya que era una mujer, y así socavaron el gobierno de Ahebi. Después, ella era no más que un rey de nombre.: 183  :55-56
Ahebi Ugbabe cultivó un aura de misticismo para solidificar la imagen de un gobierno todopoderoso. Utilizó tradiciones precoloniales para impulsar este misticismo y, por tanto, el poder. También usó esto para aumentar su género y convertirse efectivamente en rey. Igualmente, se afirmó como hombre reuniéndose a varias esposas, muchas de las cuales habían huido de maridos abusivos. También empleó varios sirvientes que la ayudaban. Estas esposas tenían hijos que continuaban con el apellido de Ahebi. : 232  : 232 

## Muerte
Ocho años antes de morir, Ahebi realizó sus propios ritos funerarios. Ella "no confiaba en que su sociedad le otorgaría un entierro digno". : 187  Tenía la intención de realizar los ritos "de una manera tan magnífica que su sociedad nunca olvidaría que había vivido un ser increíble como ella". : 187  Su funeral en vivo incluyó disparos, sacrificios de animales y música conmemorativa.
Ahebi murió en 1948.: 232  : 232 Aunque era mujer, fue enterrada según las costumbres locales de enterrar a los hombres.: 189  : 189 Independientemente de sus temores de no ser conmemorada adecuadamente, hoy en día se la adora como una diosa en la ciudad natal de su madre y se la menciona en numerosas canciones y parábolas de Enugu-Ezike.[cita requerida]

## Género
Durante su reinado, Ahebi Ugbabe fue percibida como hombre por su comunidad local en las áreas políticas y económicas, pero no en el ámbito religioso, como demostró el incidente del ritual mma. Por contrario, el estado colonial británico siguió en considerarla una "lady". :54-56